# Rodoorn
Rodoorn ("rode doorns" ofwel "rode aders") is een verouderde Groningse benaming voor gronden die te maken hebben met gley, dat zijn roestvlekken in de bodem veroorzaakt door fluctuaties in de grondwaterspiegel. 
Rodoorn werd gedefinieerd als een ijzerhoudende grondsoort met een rode tot roodbruine of grijsbruine kleur. Vaak gaat het hierbij om ijzeroer. De afwijkend gekleurde grondlaag is doorgaans tot 50 cm dik en heeft een rode gloed, met name bij ondergaande zon en droog weer. In Drenthe en ten zuiden van Winschoten worden dergelijke gronden ook 'rodolmig', 'rode darggrond' (darg is moerasbosveen) of 'rode darg' genoemd. en rond Sliedrecht worden ze ook drechtvaaggronden genoemd. Rodoorns worden vaak aangetroffen op de grens tussen klei en hoogveen of zand. Omdat rodoorngronden vaak moeilijk te bewerken waren, werd het begrip ook wel breder gebruikt voor slecht bewerkbare gronden. De naam had meerdere betekenissen en was daarom niet echt bruikbaar voor de wetenschap.
Gronden die als rodoorns werden gekwalificeerd, komen in Groningen onder andere voor in het Oldambt langs de Dollard op de overgang tussen klei en hoger gelegen zand- en veengronden, nabij de wierdedorpen langs het Damsterdiep en ten zuiden van het Eemskanaal (streek tussen Overschild en Woldendorp) op de overgang tussen klei en veen. De term werd echter ook in streken daarbuiten gebruikt.